# 수니 사드
수니 사드(1992년 8월 17일 ~ )는 미국 태생의 레바논의 축구 선수로 포지션은 공격수이다. 현재 피낭 소속이다. 미국과 레바논 이중 국적을 보유하고 있다.

## 클럽 경력
2011년부터 2014년 그리고 2017년 미국 MLS의 스포팅 캔자스시티에서 70경기 8골을 뽑아내며 팀의 2번의 US 오픈컵 우승(2012년, 2017년), 2013 시즌 동부컨퍼런스 우승과 MLS컵 우승에 기여했다. 이후 유나이티드 사커 리그의 스워프 파크 레인저스에서 임대 선수로 활동했고 레바논과 태국 등의 아시아 무대를 경험하기도 했으며 2020년 K리그2의 안산 그리너스 FC에 입단했다.

## 국가대표팀 경력
2008년부터 2010년까지 미국 청소년 대표팀을 지내다가 2013년 레바논 국가대표팀에 전격적으로 발탁되었다. 그리고 2013년 5월 29일 오만과의 친선 경기에서 국제 A매치 첫 경기를 치렀으며 이 경기에서 동점골로 A매치 데뷔골을 신고했다. 그리고 태국과의 2015년 AFC 아시안컵 예선에서도 팀의 3번째 골을 성공시키면서 5-2 완승에 일조했고 홈에서 열린 아프가니스탄과의 친선 경기에서도 선제골을 터뜨리면서 팀의 2-0 승리를 이끌었다.